# Internazionali di Tennis Città di Todi 2025
Gli Internazionali di Tennis Città di Todi 2025 sono stati un torneo maschile di tennis professionistico. È stata la 17ª edizione del torneo, facente parte della categoria Challenger 75 nell'ambito dell'ATP Challenger Tour 2025, con un montepremi di 91 000 €. Si è giocato dall'11 al 16 agosto 2025 sui campi in terra rossa del Tennis Club Todi 1971 di Todi, in Italia.

## Partecipanti

### Teste di serie
| Nazionalità | Giocatore                | Ranking* | Testa di serie |
| ----------- | ------------------------ | -------- | -------------- |
| Spagna      | Carlos Taberner          | 83       | 1              |
| Argentina   | Federico Coria           | 153      | 2              |
| Norvegia    | Nicolai Budkov Kjær      | 163      | 3              |
| Austria     | Lukas Neumayer           | 170      | 4              |
| Perù        | Gonzalo Bueno            | 220      | 5              |
| Italia      | Stefano Travaglia        | 233      | 6              |
| Monaco      | Valentin Vacherot        | 246      | 7              |
| Portogallo  | Frederico Ferreira Silva | 258      | 8              |
| Croazia     | Matej Dodig              | 259      | 9              |

* Ranking al 4 agosto 2025.

### Altri partecipanti
I seguenti giocatori hanno ricevuto una wild card per il tabellone principale:
- Pierluigi Basile
- Lorenzo Carboni
- Jacopo Vasamì

Il seguente giocatore è entrato in tabellone con il ranking protetto:
- Francesco Forti

Il seguente giocatore è entrato in tabellone come special exempt:
- Timofej Skatov

Il seguente giocatore è entrato in tabellone nell'ambito dello Junior Accelerator Programme:
- Jan Kumstát

Il seguente giocatore è entrato in tabellone nell'ambito del Next Gen Accelerator Programme:
- Maxim Mrva

I seguenti giocatori sono entrati in tabellone come alternate:
- Rémy Bertola
- Gonzalo Villanueva

I seguenti giocatori sono passati dalle qualificazioni:
- Gianmarco Ferrari
- Fausto Tabacco
- David Jordà Sanchis
- Eero Vasa
- Andrea Guerrieri
- Facundo Juárez

I seguenti giocatori sono entrati in tabellone come lucky loser:
- Gabriele Maria Noce
- Filippo Romano

## Punti e montepremi
| Torneo    | Torneo              | V      | F     | SF    | QF    | 2T    | 1T  | Q | Q2  | Q1  |
| Singolare | Punti               | 75     | 44    | 22    | 12    | 6     | 0   | 4 | 2   | 0   |
| Singolare | Premi in denaro (€) | 12 980 | 7 620 | 4 550 | 2 635 | 1 535 | 950 | – | 360 | 185 |
| Doppio    | Punti               | 75     | 44    | 22    | 12    | –     | 0   | – | –   | –   |
| Doppio    | Premi in denaro (€) | 4 250  | 2 450 | 1 480 | 880   | –     | 500 | – | –   | –   |

## Campioni

### Singolare
Timofej Skatov ha sconfitto in finale  Stefano Travaglia con il punteggio di 7–6(4), 0–6, 6–2.

### Doppio
Filippo Romano /  Jacopo Vasamì hanno sconfitto in finale  Daniel Cukierman /  Johannes Ingildsen con il punteggio di 6–4, 6–3.